# Puchar Anglii w piłce nożnej (1896/1897)
W sezonie 1896/97 odbyła się 26. edycja Pucharu Anglii. Zwycięzcą została Aston Villa, która pokonała w finale na stadionie Crystal Palace w Londynie Everton 3:2. 

## Ćwierćfinały
| 27 lutego 1897 | Liverpool | 1:1 | Nottingham Forest |  |
|                |           |     |                   |  |

| 27 lutego 1897 | Preston North End | 1:1 | Aston Villa |  |
|                |                   |     |             |  |

| 27 lutego 1897 | Derby County | 2:0 | Newton Heath |  |
|                |              |     |              |  |

| 27 lutego 1897 | Everton | 2:0 | Blackburn Rovers |  |
|                |         |     |                  |  |

### Powtórki
| 3 marca 1897 | Nottingham Forest | 0:1 | Liverpool |  |
|              |                   |     |           |  |

| 3 marca 1897 | Aston Villa | 0:0 | Preston North End |  |
|              |             |     |                   |  |

| 8 marca 1897 | Aston Villa | 3:2 | Preston North End | Bramall Lane, Sheffield |
|              |             |     |                   |                         |

## Półfinały
Obydwa spotkania rozgrywane były na stadionach neutralnych. Terminy ustalono na sobotę 20 marca 1897 roku.
| 20 marca 1897 | Aston Villa Cowan (2) Athersmith | 2:0 | Liverpool | Bramall Lane, Sheffield |
|               |                                  |     |           |                         |

| 20 marca 1897 | Everton Chadwick Hartley Milward | 3:2 | Derby County A. Goodall J. Goodall | Victoria Ground, Stoke |
|               |                                  |     |                                    |                        |

## Finał

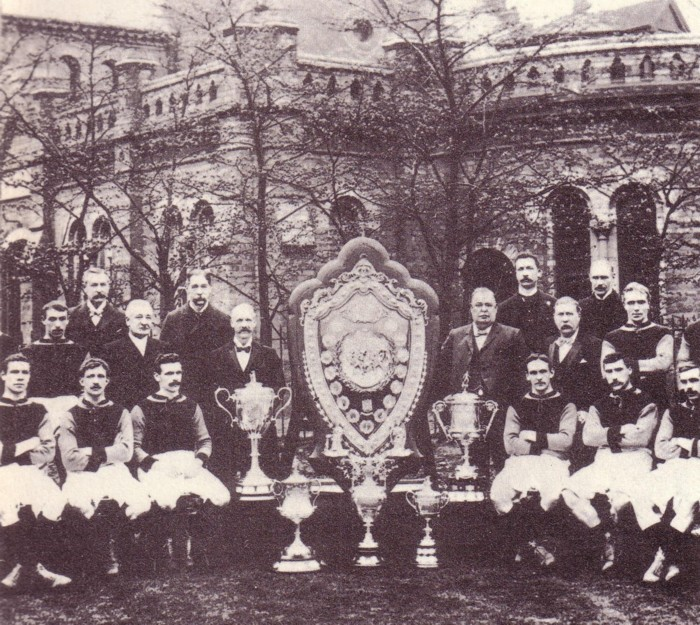
Drużyna Aston Villi w 1897 roku, po zdobyciu podwójnej korony - mistrzostwa oraz Pucharu Anglii.

Mecz finałowy odbył się w sobotę 10 kwietnia 1897 roku na stadionie Crystal Palace w Londynie.
| 10 kwietnia 1897 | Aston Villa · Campbell 18' · Wheldon 35' · Crabtree 44' | 3:2 | Wolverhampton Wanderers · Bell 23' · Boyle 28' | Crystal Palace, Londyn Widzów: 65 891 Sędzia: J. Lewis |
|                  |                                                         |     |                                                |                                                        |

|  |  |